# Лака борбена авијација
Лака борбена авијација је врста авијације коју сачињавају јединице опремљене лаким борбеним авионима. Понекад се ту укључују и наоружане хеликоптерске јединице.
Лаки борбени авиони наоружани су су стрељачким, бомбардерским и ракетним наоружањем. Могу имати опрему за разне врсте електронског извиђања и ометања. По својим особинама обично заостају иза борбених авиона прве линије, па се у складу с тим обично користе за нападе на земаљске и поморске јединице противника и извиђање.

## Историја
Током Другог свјетског рата СССР је почео да користи двокрилне авионе Поликарпов По-2 генералне намјене за ноћно бомбардовање и узнемиравање противника, наоружане лаким бомбама и митраљезом. Дјеловали су по са малих висина по трупама, штабовима, центрима везе, возилима и жељезничким станицама. У току битке код Стаљинграда неки авиони врше и 5-6 авиополетања у 24 сата. Ово је принудило Нијемце на противмјере, а крајем рата и они формирају сличне јединице од авиона друге линије.
Послије Другог свјетског рата јављају се авиони подешени за намјену: Фоланд Гнат, Нортроп F-5, Фијат Г-91. У САД се називају противгерилски авиони (COIN aircraft). У Југославији јединице лаке борбене авијације су наоружане авионима Јастреб и Крагуј.
У арапско-израелском рату 1967., Израелци користе школске авионе Фуга Магистер за нападе на непријатељске трупе, послије обезбијеђене превласти у ваздуху.